# 鴨庄村 (兵庫県)
鴨庄村（かものしょうむら）は、兵庫県氷上郡にあった村。現在の丹波市市島町の南東部にあたる。

## 地理
- 山岳：妙高山、高谷山
- 河川：鴨庄川

## 歴史
- 1889年（明治22年）4月1日 - 町村制の施行により、南村・喜多村・奥村・戸平村・上村・牧村・岩戸村および多利村の一部の区域をもって発足。
- 1955年（昭和30年）3月20日 - 竹田村・前山村・吉見村・美和村と合併して市島町が発足。同日鴨庄村廃止。

## 交通

### 道路
現在は旧村域を舞鶴若狭自動車道が通過するが、当時は未開通。